# Sinagoga Kadoorie
La Sinagoga Kadoorie - Mekor Haim, «fuente de vida», es una sinagoga de la comunidad judía de Oporto, situada en la freguesia de Lordelo do Ouro e Massarelos, en Oporto, Portugal. Fue construida junto a la calle Guerra Junqueiro entre 1929 y 1938, convirtiéndose en la sinagoga más grande de la península ibérica.

## Historia
La fundación de la sinagoga comenzó en 1923 a iniciativa de la comunidad judía de Oporto y del capitán Artur Barros Basto, quien se convirtió al judaísmo. En aquel momento existían tres comunidades judías en Portugal: Lisboa, Oporto y Belmonte, lo que supondrían alrededor de 6000 judíos en el país. El capitán Barros Basto se convirtió en una de las figuras más representativas de la comunidad, ya que estuvo ligado a la creación de estos movimientos judíos en el norte de la nación. Había una veintena de judíos asquenazíes en la ciudad que tenían que viajar a Lisboa debido a la ausencia de sinagoga.
Barros Basto empezó a planear la construcción de una sinagoga, registrando oficialmente la comunidad judía local, denominada Comunidad Israelita de Oporto, en 1923. Durante esta etapa, los miembros utilizaban una vivienda en la calle Elias Garcia. En 1927, Barros Basto fundó el periódico judío portugués Ha-Lapid.
En 1929, con el objetivo de convertir a los marranos que existían en Trás-os-Montes y Beiras al judaísmo oficial, Barros realizó colectas. El 13 de noviembre de 1929 se entregó la documentación necesaria al ayuntamiento para comenzar los trabajos; unas semanas después se colocó la primera primera y empezaron las obras. Los arquitectos fueron Artur de Almeida Júnior y Augusto dos Santos Malta, quien ensayaba en la Escuela de Bellas Artes de Oporto, en colaboración con el diseñador de interiores Rogério de Azevedo, quien quizá ejecutó algunas obras finales él mismo, incluyendo madera en la biblioteca, que fue finalizada en un estilo característico de su obra.
Entre 1930 y 1935, el Instituto Israelí de Tecnología se instaló en el edificio, incluso antes de ser completado. Los trabajos continuaron lentamente hasta 1933, a pesar del apoyo del Comité de los Judíos Hispanolusos en Londres. En 1937, la sinagoga se concluyó gracias a las ayudas de la comunidad judía en Londres y de la subvención donada por la familia Kandoorie y judíos iraquíes de Portugal. Tras el fallecimiento de Laura Kadoori, la esposa del filántropo judío mizrají Elly Kadoori, sus hijos quisieron honrar a su madre, descendiente de judíos portugueses que huyeron del país tras la Inquisición portuguesa. Como tributo se donó una gran cantidad de dinero para construir la mayor parte de la sinagoga, siendo posteriormente renombrada como Sinagoga Kadoorie - Mekor Haim. Ese mismo año, el capitán Artur Barros Basto fue expulsado de la Armada portuguesa por su participación en circuncisiones. La sinagoga fue inaugurada en 1938 y siempre ha albergado un número reducido de fieles, siendo familias de Europa Central y Oriental las encargadas de su cuidado.
Durante la Segunda Guerra Mundial, cientos de refugiados se escondieron en la sinagoga para escapar hacia Estados Unidos.
En 2012, la sinagoga se abrió al público. En 2014 representantes de una agencia gubernamental israelí visitaron la sinagoga y aprobaron la cofinanciación de su restauración y seguridad renovada. El 21 de mayo de 2015 se abrió al público el Museo Judío de Oporto, siendo inaugurado el 28 de junio en presencia del presidente de la Comunidad Israelita de Oporto y otras personalidades.